# پل دی رستا
پل دی رستا (انگلیسی: Paul di Resta؛ زادهٔ ۱۶ آوریل ۱۹۸۶) راننده خودروی مسابقه‌ای اهل بریتانیا است. وی در سال‌های ۲۰۱۱تا ۲۰۱۳ و ۲۰۱۷ در مسابقات فرمول یک شرکت کرده است.